# SV Werder Bremen
Werder njemački je nogometni klub iz Bremena. Klub je osnovala skupina studenata 1899. godine koji su kao nagradu osvojili nogometnu loptu.

## Povijest
Klub je u svojim počecima bio uspješan, osvajao je mnogo lokalnih natjecanja. Bio je to i prvi klub koji je naplaćivao ulaz na utakmicama. Rast kluba poslije prvog svjetskog rata doveo je do prihvaćanja i drugih sportova i 1920. mijenja ime u SV Werder Bremen (Sportsko društvo Werder Bremen). Nogomet je i dalje ostao glavni sport tako da je 1922. godine Werder postao prvi klub koji je zaposlio profesionalnog trenera. Werder je ostao konkurentan 1920-ih i 1930-ih godina u Oberligi i Gauligi, koje su tada bile najviše razine nogometa.
Kao i druge organizacije u Njemačkoj, klub je bio raspušten okupacijom Saveznika poslije drugog svjetskog rata. Potkraj 1945. klub je ponovo osnovan i nazvan Gymnastics and Sport Club Werder of 1945, ime je ubrzo promijenjeno u Sport Club Green White of 1899, a promjena u staro ime SV Werder dopuštena im je 1946. U to vrijeme u nogometnim klubovima nisu igrali profesionalci, nego samo amateri. Tako je većina Werderovih igrača radila u obližnjoj tvornici duhana Brinkmann, a nadimak im je bio Texas 11 prema brandu cigareta koje je proizvodila ta tvornica.
Između drugog svjetskog rata i osnivanja Bundeslige 1963. godine Werder je bio, uz HSV najuspješniji klub sjeverne Njemačke. Godine 1961. godine po prvi put su osvojili Njemački kup, a u drugoj sezoni Bundeslige, 1965. osvojili su i prvenstvo. Tri godone kasnije, 1968. bili su doprvaci, ali su nakon toga idućih desetak godina prvenstvo završavali u donjem dijelu ljestvice. Godine 1980. prvi i jedini put u povijesti pali su u drugu ligu.
Werder se oporavio dolaskom na klupu Otta Rehagela koji je donio niz uspjeha. Nakon što su triput bili doprvaci lige (1983., 1985. i 1986.) godine 1988. su konačno i osvojili prvenstvo, a uz to su i osvojli kup 1991., nakon dva uzastopna poraza u finalu. Sezone 1991./92. osvojili su i svoj prvi europski naslov, bio je to Kup pobjednika kupova. Iduće godine ponovno osvajaju prvenstvo, a godinu poslije i kup. Rehagel je napustio klub 1995., da bi prešao na klupu Bayern Münchena. 
Odlazak Rehagela odmah se odrazio na uspjeh kluba, i niz trenera (Aadde Mos, Dixie Dorner, Wolfgang Sidka i Felix Magath) doveli su Werder u lošu poziciju. No u svibnju 1999. bivši branič Tomas Schaaf preuzeo je ekipu i spasio klub 
od ispadanja iz 1. Bundeslige, a samo nekoliko tjedana kasnije donio je Werderu i četverti kup.
U idućim sezonama klub se stabilizirao i uobičajeno su završavali sezonu u gornjem dijelu tablice. Godine 2004. uspjeli su osvojiti Bundesligu i njemački kup te su time ušli u ekskluzivno društvo od samo tri momčadi kojima je to uspjelo. Dobri nastupi doveli su ih do Lige prvaka sezone 2004./05. gdje su ispali u osmini finala nakon dva poraza od Lyona.
Godine 2005. Werder se ponovo kvalificirao za Ligu prvaka osvojivši treće mjesto na ljestvici, nakon solidne sezone obilježene ozljedama. Ponovo su došli do osmine finala, gdje su se susreli s Juventusom, ali su i ovaj put nesretno ispali nakon pogreške vratara Wissea. Rezultat je bio 4:4, ali su talijani prošli dalje zbog većeg broja postignutih golova u gostima.
Godine 2006. u njemačkom kupu Werder je ispao nakon kontroverznog četvrtfinala rezultatom 1:3 protiv St. Paulija, ali su na početku iduće sezone osvojili prvi Ligapokal pobjedom protiv Bayerna od 2:0. Oba pogotka postigao je Ivan Klasnić.
U sezoni 2006./07., Werder je postao jesenski prvak, ali je sezonu završio na trećem mjestu iza Stuttgarta i Schalkea. Treće mjesto u skupini Lige prvaka odvelo je momčad u Kup UEFA, gdje su zaustavljeni u polufinalu porazom od Espanyola. Nakon te sezone, iz Werdera je otišao Miroslav Klose u FC Bayern München. Kao i prethodne sezone, zeleno-bijeli su osvojili treće mjesto u skupini Lige prvaka, ali su ovaj put izgubili u šesnaestini finala od Glasgow Rangersa. Iste sezone, drugo mjesto u Bundesligi osiguralo je Werderu peti uzastopni plasman u Ligu prvaka.
U sezoni 2008./09. Werder je osvojio deseto mjesto u Bundesligi, što je bio najgori ligaški plasman u više od 10 godina. No, zato je momčad Thomasa Schaafa došla do finala kupa UEFA i njemačkog kupa. U finalu kupa UEFA protiv Šahtara Werder je izgubio 2-1 u produžecima, nakon što je utakmica završila 1-1. U posljednjoj utakmici te sezone, zeleno-bijeli su u Berlinu pobijedili Bayer Leverkusen i osvojili DFB-Pokal (njemački kup).

## Klupski uspjesi
(stanje nakon sezone 2009./10.)

## Domaći
- Njemačko prvenstvo: 
  - Prvaci (4): 1964./65., 1987./88., 1992./93., 2003./04.
  - Drugi: (7) 1967./68., 1982./83., 1984./85., 1985./86., 1994./95., 2005./06., 2007./08.

- Njemački kup:
  - Prvaci (6): 1960./61., 1990./91., 1993./94., 1998./99., 2003./04., 2008./09.
  - Drugi (4): 1988./89., 1989./90., 1999./2000., 2009./10.

- Osvajači njemačkog Liga-kupa: 2005./06.
- Osvajači njemačkog superkupa: 1988., 1993., 1994.

## Europski uspjesi
Kup pobjednika kupova: 
- Prvak (1): 1991./92.

UEFA Intertoto kup: 
- Prvak (1): 1998.

Kup UEFA:
- Finalist (1): 2008./09.

UEFA Superkup
- Finalisti (1): 1992.

## Poznati igrači
| - Ailton - Richard Ackerschott - Klaus Allofs - Mario Basler - Günter Bernard - Marco Bode - Uli Borowka - Tim Borowski - Rune Bratseth - Vanderson - Angelos Charisteas - Ümit Davala - Diego - Dieter Eilts | - Torsten Frings - Clemens Fritz - Günter Hermann - Andreas Herzog - Horst-Dieter Höttges - Valérien Ismaël - Ivan Klasnić - Miroslav Klose - Mladen Krstajić - Lee Dong-Gook - Johan Micoud - Benno Möhlmann - Frank Neubarth - Yasuhiko Okudera | - Frank Ordenewitz - Claudio Pizarro - Hany Ramzy - Uwe Reinders - Karl-Heinz Riedle - Wynton Rufer - Thomas Schaaf - Willi Schröder - Arnold Pico Schütz - Jens Todt - Nelson Valdez - Rudi Völler - Mirko Votava - Ivica Banović |

## Hrvatski igrači u Werderu
- Mateo Pavlović
- Ivica Banović

## Vanjske poveznice
- Službene stranice kluba